# 12059 du Châtelet
12059 du Châtelet è un asteroide della fascia principale. Scoperto nel 1998, presenta un'orbita caratterizzata da un semiasse maggiore pari a 2,5391054 UA e da un'eccentricità di 0,1823260, inclinata di 4,12192° rispetto all'eclittica.